# Palsovics Antal
Palsovics Antal (Nagyszombat, 1771. január 13. – Pozsony, 1864. február 3.) pozsonyi kanonok.

## Élete
A gimnáziumot szülővárosában, a teológiát 1788-tól Pozsonyban végezte. 1793. január 17-én felszentelték s káplán volt Szenicén, 1794-ben Nagysúron, 1795-ben Pozsonyban és 1798-tól Nagyszombatban. 1801. december 11-én plébános lett Szobon, 1817. november 15-én Szentbenedeken, 1825-ben kerületi alesperes; 1831-ben nagyszombati kanonok lett, 1836-ban lelki igazgató a bécsi Pázmány-intézetben, 1836. november 25-én pozsonyi kanonok, az Emericanum rektora, 1841-ben becsületvölgyi címzetes apát, 1854. február 17-én a Ferenc József-rend lovagja címmel tüntették ki.

## Művei
- Všenauka krestansko-katolická v 650 káznách nedelných poriadkom «Katechismusa» póvodne sostavená od... Buda és Szakolcza, 1856-1869 (Poklady IX-XXIII. kötet. Egyházi beszédek)
- Kázne sviatočné a priležtostné od vysokodôstojneho a prevelebného pána ... Buda, Pest, Szakolcza, 1857., 1860., 1868. Három kötet (Poklady XXVII-XXIX. Egyházi beszédek)

Néhány évig szerkesztette a Slowensky Nowinyt (tót ujság) és a Westnik wlady zemskeyt.